# Fritz Hintz-Fabricius
Fritz Hintz-Fabricius, auch Fritz Hinz-Fabricius und Hintz Fabricius, eigentlich Fritz Hermann Hintz, (* 7. Februar 1891 in Marienburg, Österreich-Ungarn, heute Rumänien; † 22. August 1968 in Wien) war ein österreichisch-deutscher Sänger, Schauspieler und Theaterregisseur.

## Leben
Über Hintz-Fabricius’ frühes Leben ist nur sehr wenig bekannt. Er kam aus Siebenbürgen im äußersten Osten der österreich-ungarischen Provinz. Seit den 1910er Jahren war er als Sänger am Theater aktiv, Bühnenstationen waren unter anderem Düsseldorf, Kassel, Hermannstadt (in seiner alten Heimat gelegen, wo er am Deutschen Landestheater auch als Regisseur tätig werden durfte) und seit der Spielzeit 1938/39 Berlin. In der deutschen Reichshauptstadt trat Hintz-Fabricius am Theater im Admiralspalast, am Theater Unter den Linden und am Theater am Nollendorfplatz, wo er auch als Spielleiter wirkte, auf. Seit seiner Übersiedelung nach Wien inmitten des Zweiten Weltkriegs (Spielzeit 1942/43) trat Hintz-Fabricius an österreichischen Theatern wie den Kammerspielen und dem Theater in der Josefstadt auf. Nach dem Krieg ist er an keinem festen Ensemble mehr nachweisbar.
Mit seiner Ankunft in Berlin wurde Hintz-Fabricius nur wenige Tage nach Kriegsausbruch September 1939 erstmals vor die Kamera geholt. Von Anbeginn spielte er nur kleine Rollen, zumeist belegte Hintz-Fabricius das Fach des Honoratioren und Würdenträgers. Man sah ihn als Grafen und Fürsten, als Priester und General, als Gerichtsvorsitzenden und Krankenhauschefarzt, als Opernsänger und Professor aber auch als Spielbankdirektor und Gesandten. Bis kurz vor seinem Tod drehte er auch einige Fernsehfilme.
Fritz Hintz-Fabricius war ab 1954 Mitglied der Freimaurerloge Lessing Zu den 3 Ringen und 1960 Gründungsmitglied der Loge Libertas.

## Filme
- 1939/41: Frauen sind doch bessere Diplomaten
- 1940: Ein Mann auf Abwegen
- 1940: Trenck, der Pandur
- 1940: Falstaff in Wien
- 1940: Bismarck
- 1940: Die keusche Geliebte
- 1941: Der Weg ins Freie
- 1941: Immer nur Du
- 1941: Ich klage
- 1941: Ein Windstoß
- 1942: Der Fall Rainer
- 1947: Die Welt dreht sich verkehrt
- 1948: Der Prozeß
- 1949: Duell mit dem Tod
- 1953: Heute nacht passiert’s
- 1953: Franz Schubert – Ein Leben in zwei Sätzen
- 1954: Der Förster vom Silberwald (Echo der Berge)
- 1955: Oberarzt Dr. Solm
- 1955: Ich denke oft an Piroschka
- 1955: 08/15 in der Heimat
- 1956: Weil du arm bist, mußt du früher sterben
- 1956: Wilhelm Tell
- 1956: Heute heiratet mein Mann
- 1957: Der gläserne Turm
- 1957: Der Parasit (TV-Film)
- 1958: Eva küßt nur Direktoren
- 1958: Biologie und Tennis (TV-Film)
- 1958: Perichole (TV-Film)
- 1958: Das Lächeln der Gioconda (TV-Film)
- 1958: Sebastian Kneipp – Ein großes Leben
- 1959: Und ewig singen die Wälder
- 1960: Ich heirate Herrn Direktor
- 1960: Ihre Durchlaucht (TV-Film)
- 1960: Schatten der Helden (TV-Film)
- 1960: Wegen Verführung Minderjähriger
- 1960: Das Erbe von Björndal
- 1960: Brücke des Schicksals
- 1960: Die eiskalte nacht (TV-Film)
- 1961: Nachsaison (TV-Film)
- 1962: Die Großherzogin von Gerolstein (TV-Film)
- 1962: Romanze in Venedig
- 1962: Die Besessenen (TV-Film)
- 1963: Du und ich (TV-Film)
- 1963: Liliom (TV-Film)
- 1964: Der Verschwender (TV-Film)
- 1964: Die Bekehrung des Ferdys Pistora (TV-Film)
- 1965: Radetzkymarsch (TV-Film)
- 1966: Donaugeschichten (Fernsehserie, 1 Folge)
- 1966: Ein Bruderzwist in Habsburg (TV-Film)
- 1966: Rette sich, wer kann oder Dummheit siegt überall (TV-Film)